# Favara de Pego

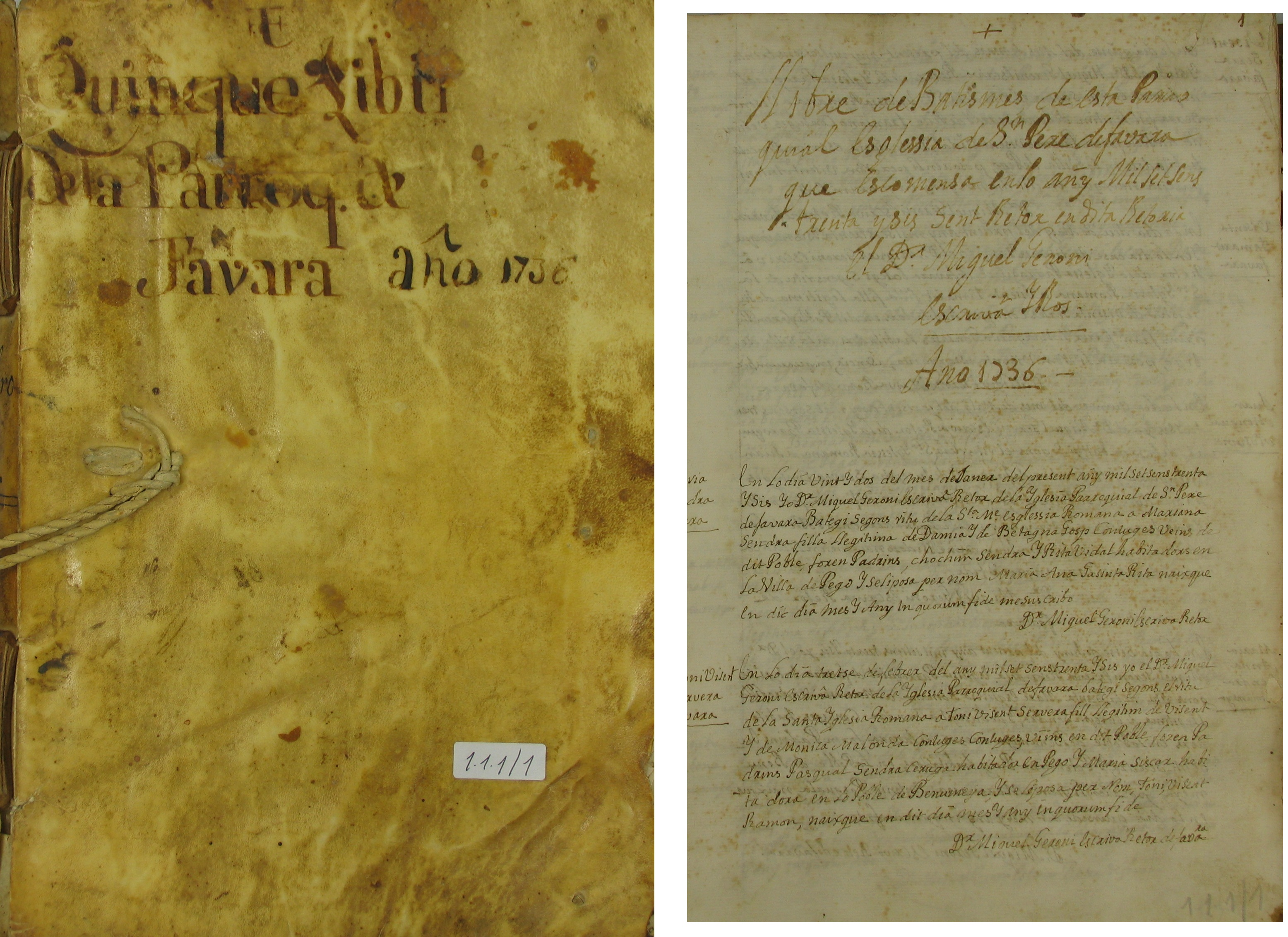
Portada i primera pàgina escrita dels "Quinque Libri" de l'Arxiu parroquial de la Parròquia de Sant Pere de Favara de Pego. Any 1736. Escrit en valencià, essent rector Mossén Miquel Geroni Escrivà. Conservat en l'arxiu diocesà de València, procedent de l'Arxiu parroquial de l'Atzúbia.

Favara de Pego, Favara o Fabara (en àrab, 'font') era un lloc situat en les valls de Pego.
Segons el Nomenclator de Sanchis-Sivera (1922), tenía una església, dedicada a Sant Pere, que pertanyia a la parròquia de Pego.
El 12 d'abril de 1420, Juan de Salanova comprà el lloc. En 1535 es va desmembrar eclesiàsticament de Pego, creant-se com una rectoria per a moriscos i, més tart, fou elevada a parròquia, com consta en els arxius que es conserven en l'actual església de l'Atzúbia.
Com a parròquia, tenía adscrites les alqueries d'Adzaneta, Benumeia, Atzúvia dels Roques, Atzúvia de Castillo i Atzúvia de Miró, essent Favara on els veïns acudien a la celebració de la missa dominical i festiva, alternant-se setmanalment amb l'església de San Sebastià de Benumea, que actualment, encara que en ruïnes, encara està en peu en el terme de Pego.
D'aquesta Parròquia de Sant Pere de Favara de Pego, no queda res, ja que en el segle XX fou derruïda. Allí es construí un panteó privat, que més tart fou traslladat al cementiri municipal de Pego. En temps de Gaspar Escolano, el seu castell estava arruïnat, i l'alqueria, que constaba d'onze cases, es va despoblar per complet amb l'expulsió musulmana, repoblant-se per la Carta Pobla atorgada en 1611.
Actualment és una partida del terme municipal de Pego, als afores de la població, en la zona industrial, en la carretera CV-700 cap al Verger.